# 博卡罗
博卡罗（Bokaro），是印度贾坎德邦博卡羅縣的一个城镇。总人口36419（2001年）。

## 人口
该地2001年总人口36419人，其中男性19667人，女性16752人；0—6岁人口5201人，其中男2662人，女2539人；识字率67.00%，其中男性为74.64%，女性为58.02%。